# Сухас Лалинакере Ятирадж
Сухас Лалинакере Ятирадж (род. 2 июля 1983, Хассан, Карнатака) — индийский паралимпиец-бадминтонист, выступающий в классе SL4. Серебряный призёр Паралимпийских игр в Токио в 2021 году. Сухас также был в администрации штата Уттар-Прадеш 2007 года, в настоящее время он является окружным магистратом Гаутамбудхнагара. Он также работал окружным магистратом Праяграджа.

## Биография
Сухас Лалинакере Ятирадж родился 2 июля 1983 года в семье Ятираджа Л. К. и Джаяшри К. С. в Хасане. Учился в начальной школе в Дудде, недалеко от района Хасан. Поскольку его отец был государственным служащим, ему приходилось ездить с ним на командировки в разные места. Среднее образование он получал в разных местах, но больше всего учился в Шивамогга, штат Карнатака. Он окончил Национальный технологический институт в Сураткале в области компьютерных наук и инженерии в 2004 году.
Сухас женат на Риту Сухас, которая была признана Миссис Уттар-Прадеш и Миссис Индия в 2019 году.

## Карьера
На чемпионате Азии по парабадминтону 2016 года в Пекине он выиграл золотую медаль, победив Хари Сусанто из Индонезии в финале. В то время он работал окружным магистратом Азамгарха. Он привлёк международное внимание, когда выиграл золото и стал первым в истории индийским бюрократом, который представлял в спорте свою страну на мировом уровне.
В декабре 2016 года он получил награду Яш Бхарти, высшую гражданскую награду штата Уттар-Прадеш. 3 декабря, во Всемирный день инвалидов, он получил награду от правительства штата за свои выступления в паралимпийском спорте. Он также является рекордсменом по количеству выигранных наград при исполнении служебных обязанностей. Сухаса также сотрудничает с GoSports Foundation по программе Para Champions.
На Азиатских Паралимпийских играх 2018 года в Джакарте стал пятым и в личном первенстве, и в мужском парном разряде.
В 2019 году на чемпионате мира в Базеле занял пятое место в одиночном разряде.
В 2021 году на перенесённых Паралимпийских играх в Токио завоевал серебро, уступив в финале французу Люке Мазуру.